# The Green Swamp
The Green Swamp è un film muto del 1916 diretto da Scott Sidney. Scritto da C. Gardner Sullivan, era interpretato da Bessie Barriscale che fu pubblicizzata come "La bellissima ragazza Uccello del Paradiso".

## Trama
Margery, la moglie del dottor Ward Allison, non può fare a meno di essere gelosa delle numerose pazienti femminili di suo marito e delle attenzioni che lui dedica loro, occupandosene per la maggior parte del tempo. Così, quando scopre che Allison le ha mentito, dicendole che deve assentarsi per una visita fuori città, mentre invece si reca da Jim Hendon, Margery è sicura che i due uomini - amici di vecchia data - abbiano organizzato qualche scappatella insieme.
Margery decide di coglierli sul fatto e si presenta a sorpresa in casa di Hendon. Qui, però, scopre che l'amico è affetto da tetano e che suo marito non ha voluto informarla per impedirle di preoccuparsi per lui. La mogliettina gelosa si ricrede e promette per il futuro di avere più fiducia nel marito.

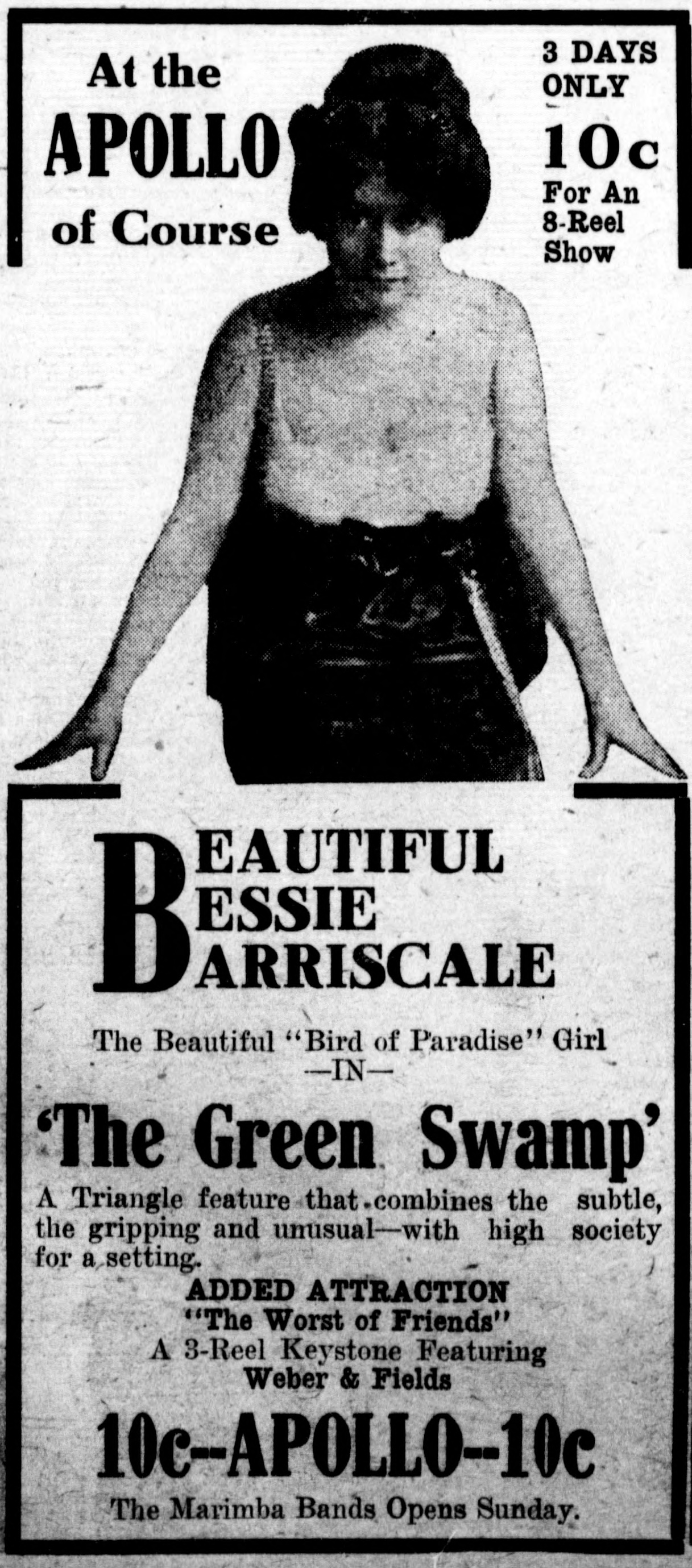
Pubblicità su quotidiano (24 febbraio 1916)

## Produzione
Il film fu prodotto dalla Kay-Bee Pictures e dalla New York Motion Picture

## Distribuzione
Distribuito dalla Triangle Distributing, uscì nelle sale cinematografiche USA il 30 gennaio 1916.